# Метаморфоси
Метаморфоси (грч. Μεταμόρφωση) општина је у Грчкој на Ситонији. По подацима из 2011. године број становника у општини је био 29.891.

## Становништво
| 2011.  |
| ------ |
| 29.891 |